# Miracle (chanson de Səmra Rəhimli)
Pour les articles homonymes, voir Miracle (homonymie).
Chansons représentant l'Azerbaïdjan au Concours Eurovision de la chanson
Hour of the Wolf
(2015) Skeletons
(2017)
Miracle est un single et une chanson de la chanteuse azérie Samra, qui a représenté l'Azerbaijan au concours Eurovision de la Chanson 2016.
La chanson a représenté l'Azerbaïdjan au Concours Eurovision de la chanson 2016. La chanson fut chantée en 14e position lors de la 1re demi-finale, elle est arrivée 6e  sur 18 pays avec 185 points, ce qui l'amène directement en finale.
Lors de la finale le 14 mai, Samra chante sa chanson en 4e position. Elle termine 17ème sur 26 pays avec 117 points.